# 奥尔辛根-嫩青根
奥尔辛根-嫩青根是德国巴登-符腾堡州的一个市镇。总面积22.23平方公里，总人口3227人，其中男性1608人，女性1619人（2011年12月31日），人口密度145人/平方公里。